# スーパーウーマン
『スーパーウーマン』（英: Superwoman）は、DCコミックスの出版するアメリカン・コミックスのタイトル、または架空のスーパーヒロイン/スーパーヴィランの名称。ジェリー・シーゲルとジョージ・ラソスによって創造され、1943年の"Action Comics #60"で初登場した。

## 概要
最初のスーパーウーマンは1943年に登場した。1964年に善悪が逆転した並行世界「アース3」のスーパーウーマンが登場する。その他には性別が逆転した世界のスーパーマン、ローレル・ケント、クリスティン・ウェルズ、ダナ・ディアーデン、ルーシ―・レインがスーパーウーマンとして登場した。
2016年から2018年にかけてラナ・ラングがスーパーウーマンとなり、『Superwoman』のタイトルで個人誌が刊行された。

## スーパーヒロイン

### ロイス・レイン
1943年にロイス・レインがスーパーマンから輸血されたことで超人的な力を得て活躍する、というロイスが見た夢で初登場した後、1947年に詐欺師に魔法をかけられたと思い込みスーパーウーマンになるが、実際は全てスーパーマンが手助けしていたという形で再登場する。レックス・ルーサーの作った機械の効果を実証しようとした結果、超人的な力を得てスーパーウーマンになったこともあった。2005年のミニシリーズ『All-Star Superman』ではスーパーマンが作った薬品で24時間の間だけ超人的な力を得ている。
1963年の「もし地球が崩壊して、ロイス・レインがロケットに乗せられクリプトン星に飛来したら？」というエピソードでは、クリプトン星でロイス・レインはキャンディー・カーンとして育てられ、超人的な力を身につけて活躍するというものだった。
2016年のDC Rebirthの『Superwoman』ではスーパーマンの放った太陽エネルギーに巻き込まれ、超人的な力に目覚めスーパーウーマンになる。

### ラナ・ラング
2016年のDC Rebirthの『Superwoman』ではラナ・ラングが主人公となっており、ロイス・レインと同様にスーパーマンの放った太陽エネルギーに巻き込まれ超人的な力に目覚め、電磁気を操るスーパーウーマンとなる。

## スーパーヴィラン
スーパーヴィランのスーパーウーマンは善悪が逆転した並行世界「アース-3」のワンダーウーマン、「クライム・シンジケート・オブ・アメリカ」のメンバーとして登場した。
2000年に出版された『JLA：逆転世界』では反物質宇宙の地球に存在するスーパーウーマンが登場した。このスーパーウーマンはアマゾン族として生まれたロイス・レインで、デイリー・プラネット新聞社の編集長に上り詰めている。クライム・シンジケートのメンバーの1人。
スーパーウーマンが使う魔法の投げ縄も捕縛することで真実を告白させ、武器として使うことができるが、有刺鉄線の形状をしている。

## 性反転
1980年には登場人物全員が性反転した世界のスーパーウーマンが登場した。クララ・ケントがスーパーウーマンとして活躍し、それ以外ではスーパーガールがスーパーボーイ、バットマンがバットウーマン、ワンダーウーマンがワンダーウォリアー、ブラックキャナリーがブラックコンドルとなっている。
その他の人々も同様でジミー・オルセンがジェニー・オルセン、ペリー・ホワイトがペニー・ホワイトになっていた。

## 書誌情報
| タイトル                                 | 収録内容          | 刊行日     | ISBN           |
| ---------------------------------------- | ----------------- | ---------- | -------------- |
| Superwoman Vol.1: Who Killed Superwoman? | Superwoman #1-7   | 2017年5月  | 978-1401267803 |
| Superwoman Vol.2: Rediscovery            | Superwoman #8-13  | 2017年12月 | 978-1401274733 |
| Superwoman Vol.3: The Midnight Hour      | Superwoman #13-18 | 2018年5月  | 978-1401278526 |

## 他のメディア

### ドラマ
LOIS&CLARK/新スーパーマン
演 - テリー・ハッチャー

### アニメ
ジャスティス・リーグ Crisis On Two Earths
声 - ジーナ・トーレス
オールスター・スーパーマン
声 - クリスティーナ・ヘンドリックス

### ゲーム
レゴ®DCスーパーヴィランズ
声 - ジーナ・トーレス